# Rozas (Zamora)
Rozas es una localidad del municipio de San Justo, en la comarca de Sanabria, provincia de Zamora (España). 

## Geografía
Rozas de Sanabria es el pueblo más alejado entre los que componen el término municipal de San Justo.

## Historia
Durante la Edad Media, Rozas quedó integrado en el Reino de León, cuyos monarcas acometieron la repoblación de la comarca de Sanabria. Tras la independencia de Portugal del reino leonés en 1143 habría sufrido por su situación geográfica los conflictos entre los reinos leonés y portugués por el control de la frontera, quedando estabilizada la situación a inicios del siglo XIII.
Posteriormente, en la Edad Moderna, Rozas fue una de las localidades que se integraron en la provincia de las Tierras del Conde de Benavente y dentro de esta en la receptoría de Sanabria. No obstante, al reestructurarse las provincias y crearse las actuales en 1833, Rozas, aún como municipio independiente, pasó a formar parte de la provincia de Zamora, dentro de la Región Leonesa, quedando integrado en 1834 en el partido judicial de Puebla de Sanabria. En torno a 1850, el antiguo municipio de Rozas se integró en el de San Justo.

## Fiestas
Rozas celebra Nuestra Señora del Rosario, el 20 de agosto.